# ایسودن
ایسودن (به فرانسوی: Issoudun) یک کمون در فرانسه است که در Canton of Issoudun-Nord واقع شده‌است.

## خصوصیات
ایسودن ۳۶٫۶۰ کیلومترمربع مساحت و ۱۲٬۹۳۱ نفر جمعیت دارد و ۱۲۹ متر بالاتر از سطح دریا واقع شده‌است.

## خواهرخوانده
شهر نوتر-دام-دو-سکره-کور-دیسودون، کبک خواهرخواندهٔ ایسودن هست.

## نگارخانه

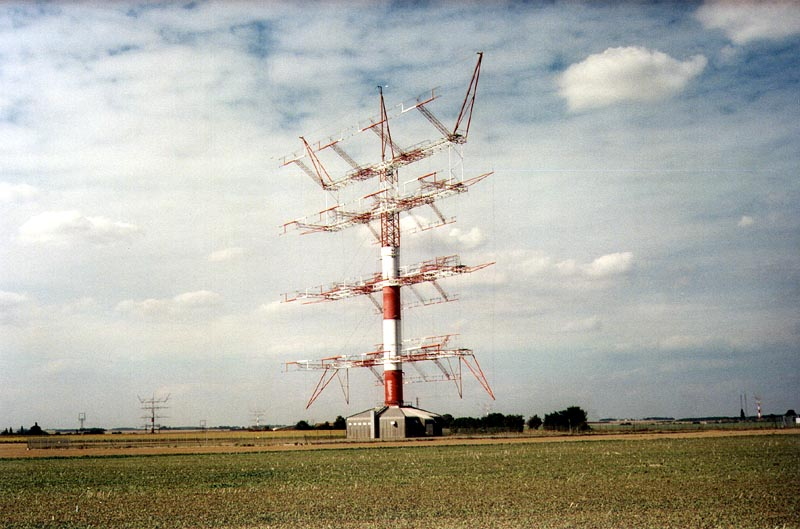
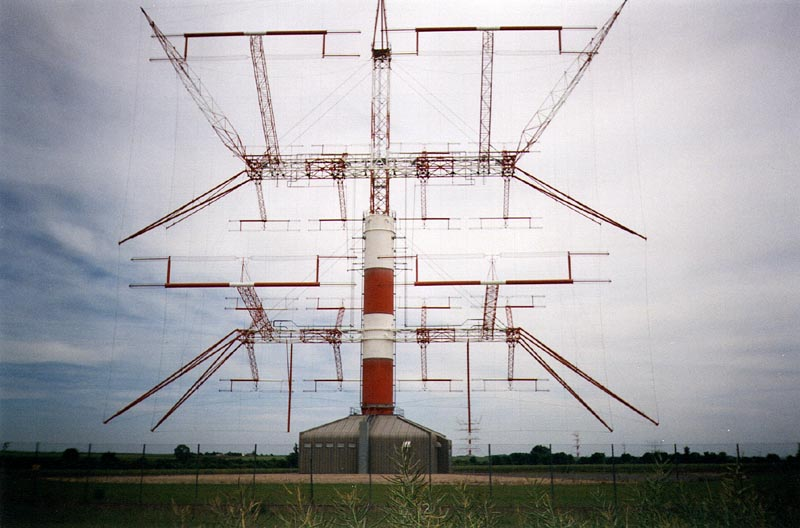
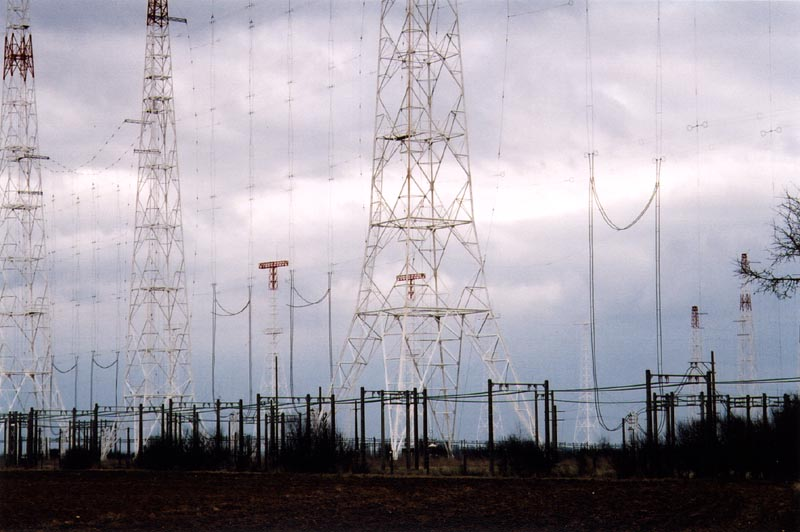
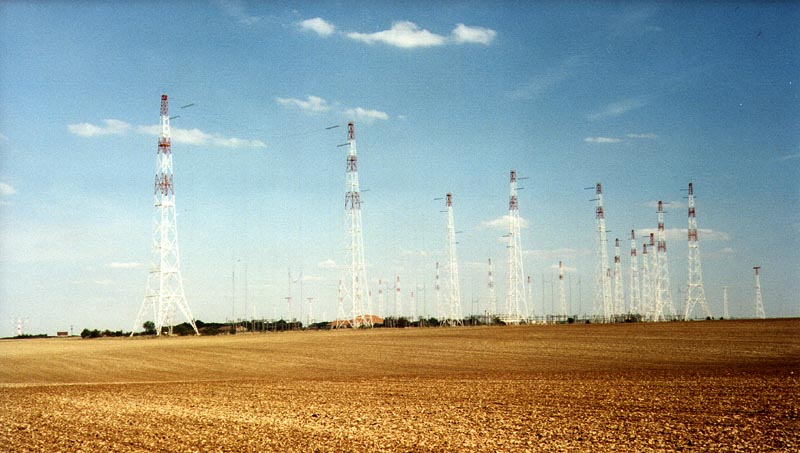